# Corrado Lorefice
Corrado Lorefice (Ispica, 1962. október 12. –) olasz főpap, a Palermói főegyházmegye érseke 2015. október 27-től.